# 城市大厦 (法兰克福)
城市大厦（德語：City-Haus）是德国法兰克福西区的一座摩天大楼，高42层，142米。它建于1971年至1974年，由建筑师约翰内斯·克拉恩和理查德·海尔设计。今天它是德国中央合作银行总部的一部分。
1976年，德国中央合作银行（DZ银行）购买了塔楼并在那里设立了总部。1985年，一栋名为城市大厦II的七层建筑在相邻的土地上建成。1993年，DZ银行迁入新建的城西之塔。